# Castejón de Henares
Castejón de Henares – gmina w Hiszpanii, w prowincji Guadalajara, w Kastylii-La Mancha, o powierzchni 15,95 km². W 2011 roku gmina liczyła 88 mieszkańców.